# Giacomo Devecchi
Giacomo "Jack" Devecchi (Sant'Angelo Lodigiano, Lombardía, 2 de abril de 1985) es un exbaloncestista italiano que jugó como profesional durante 21 temporadas. Con 1,96 metros de estatura, juega en la posición de base.

## Trayectoria deportiva

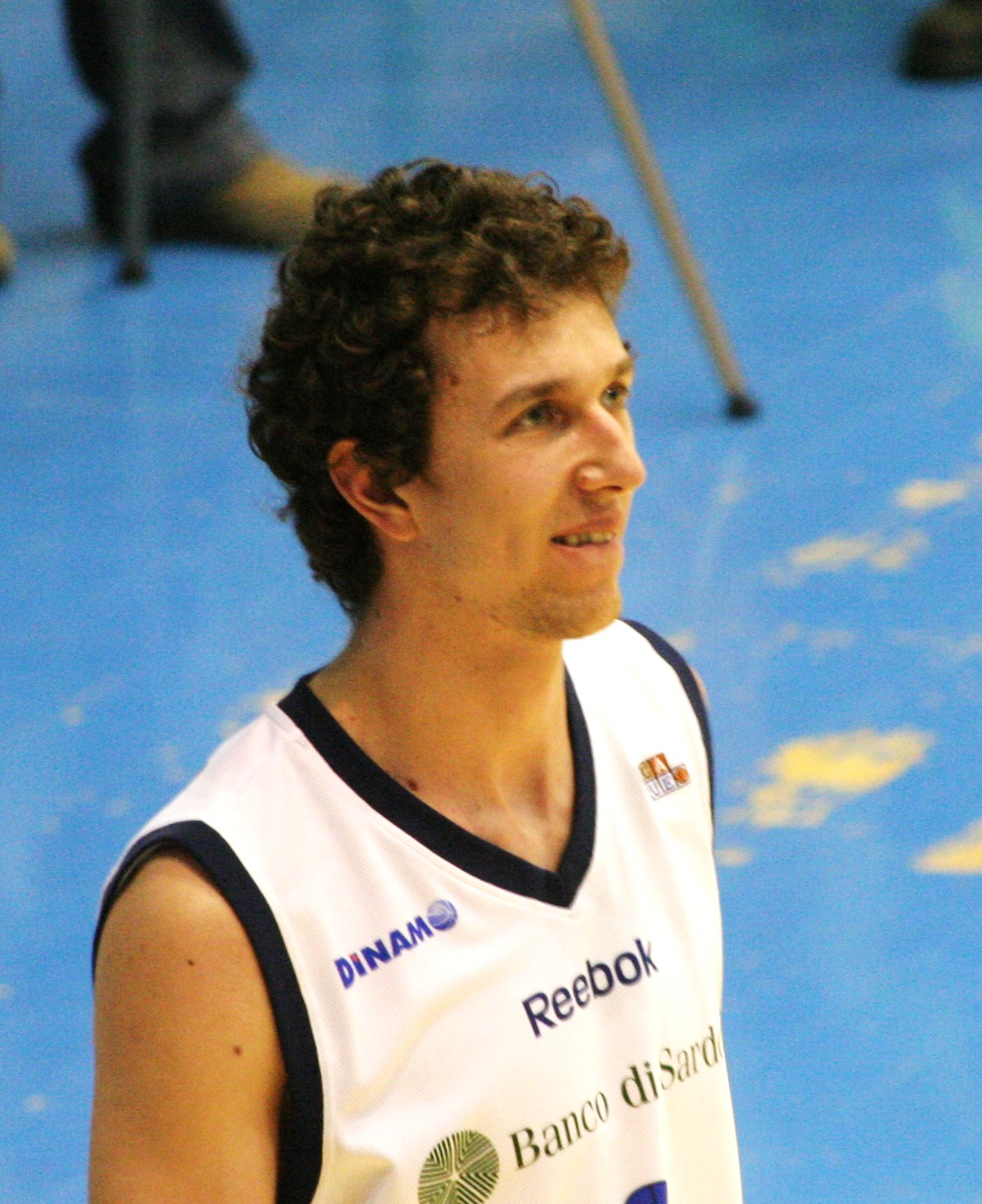
Giacomo Devecchi jugando para el Dinamo Sassar

Comenzó su andadura en el baloncesto en las categorías inferiores del Olimpia Milano, donde llegó a disputar algún partido con el primer equipo entre 2002 y 2004. De ahí pasó al Sutor Basket Montegranaro, quienes lo cedieron al Dinamo Basket Sassari en 2006, para quedárselo en propiedad al año siguiente.
Ha sido campeón de la Copa de Italia en 2014, y consiguió el doblete junto con la Liga de Italia en 2015. En su última temporada, la 2015-16, promedió 2,2 puntos y 1,1 rebotes por partido.